# Oğuzhan Bıyık
Oğuzhan Bıyık (* 28. September 1986 in Backnang) ist ein deutscher Fußballspieler türkischer Herkunft.
In der Jugend spielte Bıyık für den VfB Stuttgart und die TSG Backnang. Nach seiner Juniorenzeit wechselte er 2005 zur TSG 1899 Hoffenheim. Nachdem er in der ersten Mannschaft lediglich zwei Regionalligaspiele bestritten hatte, war er im Kader der in der Oberliga Baden-Württemberg spielenden zweiten Mannschaft. In der Saison 2008/09 spielte er für den tschechischen Erstligisten 1. FK Příbram. Er kam auf elf Einsätze in der Gambrinus Liga, wobei ihm ein Tor gelang. Nach den ersten sieben Spielen, wurde er in die beste Elf des Landes gewählt. Nach einer Knieverletzung musste er knapp ein halbes Jahr pausieren, woraufhin er die tschechische erste Liga nach einer Saison wieder verließ.
2009 wechselte er zum in der Regionalliga Süd spielenden SG Sonnenhof Großaspach. Im Sommer 2010 schloss er sich dann dem Oberligisten SGV Freiberg an. Nach einem kurzen Gastspiel bei Türkiyemspor Berlin, das bereits nach wenigen Monaten wieder beendet war, spielt er seit Anfang 2012 für die TSG Backnang.